# Oliver Arblaster
Oliver Arblaster, né le 5 mai 2004 à Sheffield en Angleterre, est un footballeur anglais qui évolue au poste de milieu central à Sheffield United.

## Biographie

### En club
Né à Sheffield en Angleterre, Oliver Arblaster est formé par le club local de Sheffield United, qu'il rejoint à l'âge de six ans.
Le 22 octobre 2021, Arblaster est prêté au Bradford Park Avenue.
Il fait ensuite son retour à Sheffield United. Il joue alors son premier match en professionnel avec l'équipe première le 11 août 2022, lors d'une rencontre de coupe de la Ligue anglaise face à West Bromwich Albion. Il est titularisé et son équipe est battue par un but à zéro,.
Il joue son premier match de Premier League contre l'Arsenal FC le 4 mars 2024. Il entre en jeu à la place de Anel Ahmedhodžić et son équipe est battue par six buts à zéro,.

### En sélection
Oliver Arblaster représente l'équipe d'Angleterre des moins de 18 ans, jouant au total cinq matchs entre 2021 et 2022, pour un but marqué.
Arblaster est appelé pour la première fois avec l'équipe d'Angleterre des moins de 20 ans en août 2023.